# ソルビタン
ソルビタン（Sorbitan）とは、ソルビトールの脱水反応により得られる化合物の混合物。1,4-アンヒドロソルビトール、1,5-アンヒドロソルビトール、1,4,3,6-ジアンヒドロソルビトールなどを含む。主として界面活性剤の親水性部分を構成する原料として用いられる。
これらの界面活性剤には、脂肪酸エステル（商品名スパン〔Span〕等）や、ポリオキシエチレンエーテル脂肪酸エステル（ポリソルベート〔Polysorbate〕、商品名ツイン〔Tween〕等）などがあり、食品・医薬品・化粧品用の乳化剤を始めとして幅広い用途に使われる。